# Карбід цирконію
Карбі́д цирко́нію (ZrC) є надзвичайно твердим вогнетривким керамічним матеріалом, який комерційно використовується в наконечниках для ріжучих інструментів. Зазвичай його обробляють спіканням.
Одна з перших печей для виробництва карбіду цирконію, яка використовувалася на заводі фірми «Тайтеніум еллой меньюфекчерінг дівіжн» у м. Ніагара-Фолс у 1950 році описана в The Metallurgy of Zirconium. (1955). Ця піч забезпечувала вилучення цирконію у вигляді карбіду з виходом 92 %; витрати електроенергії становили 11 квт-год на 1 кг карбіду. Вміст цирконію в продукті — 85 %.

Ескіз печі для отримання карбіду цирконію:
1 — витяжка; 2 — відхідні гази; 3 — азбестовий лист; 4 — вугілля; 5 — карбід; 6 — непрореагована шихта; 7 — вугільна набивка; 8 — лопата; 9 — шихта.

Карбонітрид цирконію для виробництва тетрахлориду цирконію, американська фірма «Карборундум металс» в Акроні (штат Нью-Йорк) отримувала в однофазних дугових печах з двома підвішеними вугільними електродами. Тиглем печі слугувала нефутерована сталева ємність. Суміш цирконового піску і коксового дрібняка завантажувалася лопатами в піч, та реагувала в електричній дузі з утворенням щільної виливки карбонітриду. Непрореагована шихта зосереджувалася навколо чушки карбонітриду, утворюючи захисну футеровку сталевого кожуха.
Після охолодження в тиглі реакційну масу вивантажували й відділяли карбонітрид від непрореагованого матеріалу. За одну плавку виробляли близько 1360 кг карбонітриду.